# Heyersdorf

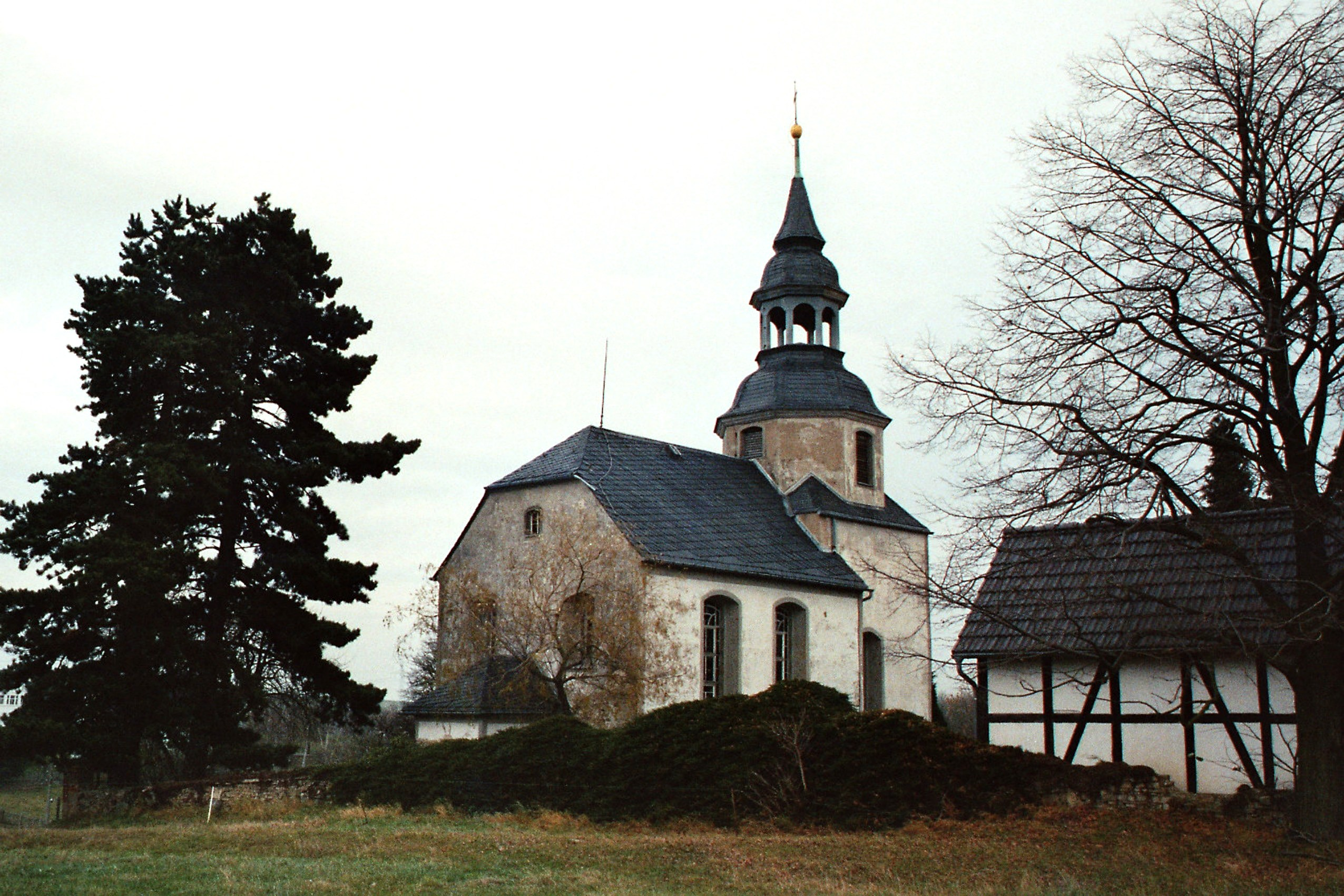
Dorpskerk van Heyersdorf

Heyersdorf is een gemeente in de Duitse deelstaat Thüringen, en maakt deel uit van de Landkreis Altenburger Land.
Heyersdorf telt 114 inwoners.